# Division 1 (Bélgica) 1990-91
La Primera División de Bélgica 1990/91 fue la 88.ª temporada de la máxima competición futbolística en Bélgica.

## Tabla de posiciones
| Pos | Equipo                 | PJ | PG | PE | PP | GF | GC | Pts | DG  | Notas                                                |
| --- | ---------------------- | -- | -- | -- | -- | -- | -- | --- | --- | ---------------------------------------------------- |
| 1   | R.S.C. Anderlecht      | 34 | 23 | 7  | 4  | 74 | 22 | 53  | +52 | Clasificado a la Copa de Campeones de Europa 1991-92 |
| 2   | KV Mechelen            | 34 | 20 | 10 | 4  | 59 | 24 | 50  | +35 | Clasificado a la Copa de la UEFA 1991-92             |
| 3   | K.A.A. Gent            | 34 | 20 | 7  | 7  | 67 | 37 | 47  | +30 | Clasificado a la Copa de la UEFA 1991-92             |
| 4   | Club Brugge K.V.       | 34 | 18 | 11 | 5  | 61 | 27 | 47  | +34 | Clasificado a la Recopa de Europa 1991-92            |
| 5   | Germinal Ekeren        | 34 | 17 | 8  | 9  | 55 | 41 | 42  | +14 | Clasificado a la Copa de la UEFA 1991-92             |
| 6   | Standard Liège         | 34 | 16 | 10 | 8  | 51 | 42 | 42  | +9  |                                                      |
| 7   | Royal Antwerp FC       | 34 | 11 | 14 | 9  | 54 | 45 | 36  | +9  |                                                      |
| 8   | R. Charleroi S.C.      | 34 | 9  | 15 | 10 | 36 | 36 | 33  | 0   |                                                      |
| 9   | K.S.C. Lokeren         | 34 | 12 | 8  | 14 | 41 | 45 | 32  | -4  |                                                      |
| 10  | R.F.C. de Liège        | 34 | 11 | 10 | 13 | 42 | 45 | 32  | -3  |                                                      |
| 11  | Lierse S.K.            | 34 | 9  | 11 | 14 | 26 | 41 | 29  | -15 |                                                      |
| 12  | R.W.D. Molenbeek       | 34 | 10 | 8  | 16 | 40 | 45 | 28  | -5  |                                                      |
| 13  | K.S.V. Waregem         | 34 | 8  | 12 | 14 | 33 | 45 | 28  | -12 |                                                      |
| 14  | K.R.C. Genk            | 34 | 9  | 8  | 17 | 31 | 66 | 26  | -35 |                                                      |
| 15  | K.V. Kortrijk          | 34 | 10 | 5  | 19 | 41 | 57 | 25  | -16 |                                                      |
| 16  | Cercle Brugge K.S.V.   | 34 | 9  | 7  | 18 | 40 | 73 | 25  | -33 |                                                      |
| 17  | K. Sint-Truidense V.V. | 34 | 6  | 10 | 18 | 30 | 51 | 22  | -21 | Descenso a la Segunda División                       |
| 18  | K. Beerschot V.A.V.    | 34 | 5  | 5  | 24 | 33 | 72 | 15  | -39 | Descenso a la Segunda División                       |

PJ = Partidos jugados; PG = Partidos ganados; PE = Partidos empatados; PP = Partidos perdidos; GF = Goles a favor; GC = Goles en contra; Pts = Puntos; DG = Diferencia de goles